# Vehículo submarino no tripulado
Los vehículos submarinos no tripulados o UUV (por las siglas del inglés unmanned underwater vehicle), a veces también llamados "drones submarinos", son los vehículos que operan bajo el agua sin llevar tripulación humana a bordo.

## Clasificación
Estos vehículos se pueden clasificar en dos tipos principalmente:
- Los vehículos submarinos operados remotamente (ROV o ROUV), los cuales son controlados directamente por un operador humano remoto
- Los vehículos submarinos autónomos (AUV), los cuales operan de forma autónoma y sin necesidad de intervención o supervisión humana directa.

## Aplicaciones

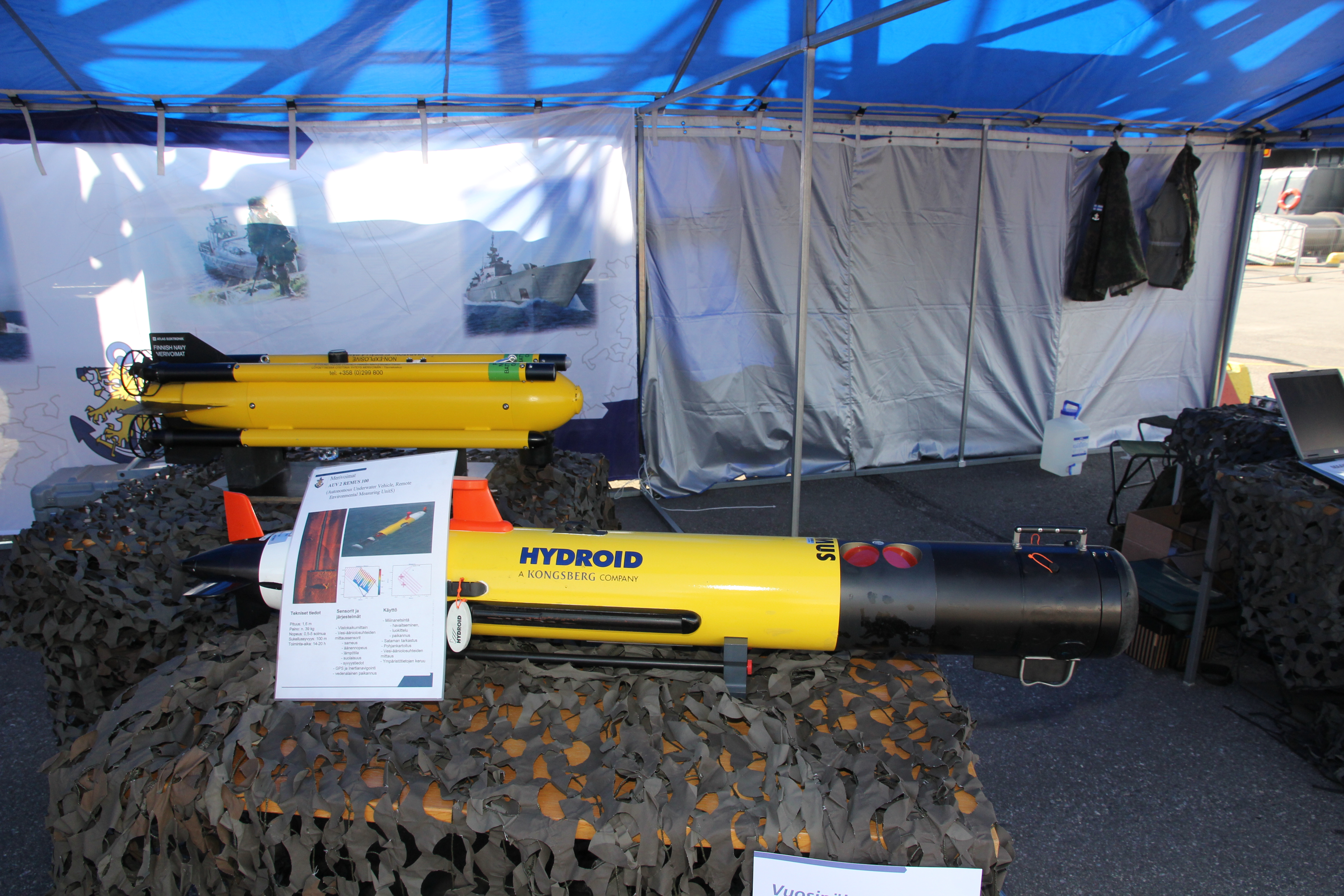
AUV REMUS (en primer plano) y Seafox (en segundo plano)

### Defensa
Las armadas de múltiples países, incluidas las de Estados Unidos, el Reino Unido, Francia, Rusia y China, trabajan para disponer de vehículos no tripulados que puedan ser utilizados en guerra oceánica para descubrir y neutralizar minas submarinas. Por ejemplo, el REMUS es un robot submarino estadounidense, de un metro de longitud aproximadamente, que puede limpiar de minas submarinas una superficie de unos 2.6 kilómetros cuadrados en 16 horas. Esto es mucho más eficiente que un equipo de buzos humanos, el cual necesitaría más de 21 días para realizar la misma tarea. Además de UUV de desminado, algunos submarinos autónomos comenzaron a ser prototipados a partir de 2008. Los submarinos autónomos se enfrentan a muchos de los mismos problemas éticos de otras armas no tripuladas. Otras aplicaciones de estos vehículos son: inspección de cascos de barcos (Bluefin), inspección de restos de naufragios (Blueye Pioneer), descontaminación nuclear, exploración, minería y perforación.
Debido al avance de la tecnología, los sistemas de armas se han vuelto más sofisticados y capaces de realizar misiones de múltiples tipos, lo cual permite que los vehículos submarinos no tripulados puedan desempeñar papeles cruciales en las comunidades militares. Disponer de estos vehículos submarinos no tripulados permite al personal militar controlar los vehículos sin estar físicamente en su interior, lo cual puede reducir significativamente el número de víctimas. Otro beneficio de estos vehículos no tripulados es que permiten periodos de inmersión más prolongados al no requerir reabastecimiento de alimentos, agua, oxígeno, etc. Por ello, una aplicación importante de los vehículos submarinos no tripulados es el soporte en la guerra naval. La mayoría de fuerzas navales tienen dificultades con el combate costero, puesto que cuando las grandes embarcaciones se acercan demasiado a la costa quedan embarrancadas en la arena. Este problema proporciona a los vehículos submarinos no tripulados un rol exclusivo en la comunidad militar, ya que estos vehículos son más pequeños que los tripulados y por lo tanto si que pueden acceder a esas áreas costeras poco profundas. En general, la versatilidad de estos vehículos les permite realizar muchas misiones y de forma más rentable, y además preservando al personal militar.
Una investigación realizada por las fuerzas armadas de los Estados Unidos analizó las principales misiones que los vehículos submarinos no tripulados podrían cumplir. Las misiones más beneficiadas por estos vehículos serían, de mayor a menor importancia: inteligencia, reconocimiento, desminado y guerra submarina. Sin embargo, estos vehículos submarinos serían muy versátiles y se podrían utilizar en muchos roles diferentes.

### Oceanografía
Los UUV se utilizan comúnmente en investigación oceánica con fines tales como la medición de corriente y temperatura, el mapeo detallado del fondo marino y la detección de fuentes hidrotermales. Para ello los vehículos submarinos no tripulados pueden utilizar mapas del fondo marino, batimetría, cámaras digitales, sensores magnéticos e imágenes ultrasónicas. Por ejemplo, la Institución Oceanográfica de Woods Hole utiliza un vehículo UUV llamado Sentry, diseñado para mapear el fondo del océano a profundidades de 6.000 metros, el cual está diseñado para minimizar la resistencia al agua durante las inmersiones y utiliza sistemas de comunicación acústica para informar sobre su estado mientras está en funcionamiento. 
Los vehículos submarinos no tripulados también pueden usarse para registrar las condiciones y el terreno debajo del hielo marino, ya que el riesgo de enviar un vehículo no tripulado a formaciones de hielo inestables es mucho menor que el de enviar una embarcación tripulada.
Los planeadores son vehículos submarinos no tripulados que se utilizan habitualmente para medir la temperatura del océano y la fuerza de las corrientes a varias profundidades. Su simplicidad y costes operativos reducidos posibilitan el despliegue de más UUV y con mayor frecuencia, lo cual aumenta la precisión y el detalle de los informes meteorológicos oceánicos.
Muchos UUV diseñados para recolectar muestras o imágenes del fondo marino son vehículos remolcados, es decir que son arrastrados a lo largo del fondo mediante un cable que los une a un barco remolcador. Los vehículos submarinos remolcados son especialmente aptos para tareas que requieren grandes cantidades de energía y/o de transmisión de datos, como por ejemplo la realización de ciertas experiencias con muestras del fondo marino o la obtención de imágenes de alta definición, ya que el cable de remolque sirve también para la transmisión de energía y datos entre el barco y el vehículo submarino. 
El uso de vehículos submarinos no tripulados ha aumentado constantemente desde que se introdujeron en la década de 1960 y su uso más habitual es la investigación científica y la recopilación de datos.

## Limitaciones
Una limitación importante con los vehículos submarinos no tripulados es la comunicación. La comunicación entre el operador y el vehículo no tripulado es crucial, sin embargo, hay múltiples factores que pueden limitar la conexión entre ambos. Uno de los principales problemas es la distorsión y el retraso que pueden sufrir las transmisiones bajo el agua, puesto que el agua puede distorsionar las transmisiones subacuáticas y retrasarlas, lo cual puede ser un problema muy importante en una misión sensible al tiempo.  
Las comunicaciones generalmente se ven perturbadas debido al hecho de que los vehículos submarinos no tripulados utilizan ondas acústicas en lugar de las ondas electromagnéticas convencionales. Las transmisiones de ondas acústicas a menudo se retrasan entre 1 y 2 segundos porque se mueven más lentamente que otros tipos de ondas. Esto no incluye condiciones ambientales, que también pueden obstaculizar las comunicaciones, como la reflexión, la refracción y la absorción de la señal. Estos efectos dentro del agua dispersan y degradan la señal haciendo que este sistema de comunicación se retrase bastante en comparación con otras fuentes de comunicación.
Otros sistemas de los vehículos submarinos no tripulados que también utilizan ondas acústicas son los sistemas de navegación, puesto que la navegación precisa es imprescindible para que estos vehículos no tripulados completen sus misiones. Los sistemas de navegación y posicionamiento acústicos sufren los mismos problemas que los sistemas de comunicación acústica. Sin embargo, en los últimos años, proyectos como TWINBOT o GIRONA500 están desarrollando nuevas formas de comunicación entre varios AUV.
Otra limitación muy importante con los vehículos submarinos no tripulados es el nivel de autonomía. Ciertamente, el hecho de que las comunicaciones fluidas sean tan complicadas implica que un elevado nivel de autonomía sea probablemente necesario, de tal forma que el vehículo no tripulado pueda tomar decisiones por sí mismo y con la menor intervención humana posible. Esto es especialmente necesario en misiones militares de clandestinidad, en las cuales se busca reducir las comunicaciones prácticamente a cero para evitar ser detectado por el enemigo. Los niveles de autonomía de los vehículos tripulados actuales son limitados y para aumentarlos considerablemente serían necesarios importantes avances en diversos campos tecnológicos como la inteligencia artificial, la navegación mediante reconocimiento del fondo marino, la fusión de datos de sensores distintos, la conjunción de la información y el análisis holístico, la identificación de blancos, la detección de errores, la autoreconfiguración, etc.